# Тарабия
Тарабия (на турски: Tarabya, Фенер, на гръцки: Phamakias) е квартал е европейската част на Истанбул (Цариград), Турция. Квартала е известен със своите вили и дървени къщи (Yalı), ресторанти и консулства и посолства.
Тук се намира и германско военно гробище на загиналите войници през Първата световна война загинали на Даданелите, в Анатолия, в Месопотамия, в Персия, като и загиналите моряци от Крайцера Бреслау.